# Blechnopsis
Blechnopsis, rod paprati iz porodice rebračevki (Blechnaceae) kojemu pripadaju dvije vrste iz Azije i Pacifika. Opisan je 1851.

## Vrste
1. Blechnopsis finlaysoniana (Wall. ex Hook. & Grev.) C.Presl
2. Blechnopsis orientalis (L.) C.Presl